# Nathan Santos de Araújo
Nathan Santos de Araujo (Ribeirão Preto, 5 settembre 2001) è un calciatore brasiliano, difensore dell'Internacional in prestito dal Santos.

## Caratteristiche tecniche
È un terzino destro.

## Carriera
Cresciuto nel settore giovanile del Vasco da Gama, che lo acquista nel 2018 dal Portuguesa-RJ, il 12 settembre 2020 viene ceduto in prestito al Boavista. Debutta fra i professionisti due settimane più tardi giocando l'incontro di Primeira Liga perso 5-0 contro il Porto.

## Statistiche

### Presenze e reti nei club
Statistiche aggiornate al 26 aprile 2025.
| Stagione             | Squadra              | Campionato           | Campionato | Campionato | Coppe nazionali | Coppe nazionali | Coppe nazionali | Coppe continentali | Coppe continentali | Coppe continentali | Altre coppe | Altre coppe | Altre coppe | Totale | Totale | Totale |
| Stagione             | Squadra              | Comp                 | Pres       | Reti       | Comp            | Pres            | Reti            | Comp               | Pres               | Reti               | Comp        | Pres        | Reti        | Pres   | Reti   |        |
| -------------------- | -------------------- | -------------------- | ---------- | ---------- | --------------- | --------------- | --------------- | ------------------ | ------------------ | ------------------ | ----------- | ----------- | ----------- | ------ | ------ | ------ |
| 2020-2021            | Boavista             | PL                   | 14         | 0          | CP+CdL          | 1+0             | 0               | -                  | -                  | -                  | -           | -           | -           | 15     | 0      |        |
| 2021-2022            | Boavista             | PL                   | 30         | 0          | CP+CdL          | 1+3             | 0+1             | -                  | -                  | -                  | -           | -           | -           | 34     | 1      |        |
| Totale Boavista      | Totale Boavista      | Totale Boavista      | 44         | 0          |                 | 5               | 1               |                    | -                  | -                  |             | -           | -           | 49     | 1      |        |
| 2022                 | Santos               | A                    | 9          | 0          | CB              | 0               | 0               | CS                 | 0                  | 0                  | -           | -           | -           | 9      | 0      |        |
| 2023                 | Santos               | A1/SP+A              | 9+7        | 0          | CB              | 4               | 0               | CS                 | 4                  | 0                  | -           | -           | -           | 24     | 0      |        |
| Totale Santos        | Totale Santos        | Totale Santos        | 9+16       | 0          |                 | 4               | 0               |                    | 4                  | 0                  |             | -           | -           | 33     | 0      |        |
| 2023-2024            | Famalicão            | PL                   | 28         | 0          | CP+CdL          | 1+0             | 0               |                    | -                  | -                  |             | -           | -           | 29     | 0      |        |
| 2024                 | Internacional        | PD/RS+A              | 0+1        | 0          | CB              | -               | -               | CS                 | -                  | -                  | -           | -           | -           | 1      | 0      |        |
| 2025                 | Internacional        | PD/RS+A              | 1+1        | 0          | CB              | 0               | 0               | CL                 | 1                  | 0                  | -           | -           | -           | 3      | 0      |        |
| Totale Internacional | Totale Internacional | Totale Internacional | 1+2        | 0          |                 | 0               | 0               |                    | 1                  | 0                  |             | -           | -           | 4      | 0      |        |
| Totale carriera      | Totale carriera      | Totale carriera      | 100        | 0          |                 | 10              | 1               |                    | 5                  | 0                  |             | -           | -           | 115    | 1      |        |

## Palmarès
- Campionato Gaúcho: 1

Internacional: 2025